# Підгурський Денис Степанович
Денис Степанович Підгурський (нар. 27 травня 2003, Середкевичі, Яворівський район, Україна) — український футболіст, півзахисник львівського «Руху».

## Клубна кар'єра

### Ранні роки. «Карпати» (Львів)
Народився 27 травня 2003 року в селі Середкевичі Львівської області. Футболом розпочав займатися 2011 року в «Раві» (філіал львівських «Карпат», яка виступала в юнацькому чемпіонаті Львівської області. Перший тренер — Віталій Пономаров. Згодом виступав у вище вказаному турнірі за «Карпати», а з 2016 по 2020 рік грав за «зелено-білих» у ДЮФЛУ. На професіональному рівні дебютував за «Карпати», 30 серпня 2020 року в програному (0:4) виїзному поєдинку першого раунду кубку України проти дунаївцівського «Епіцентру». Денис вийшов на поле в стартовому складі та відіграв увесь матч. У Другій лізі України дебютував 19 вересня 2020 року в переможному (4:1) домашньому поєдинку 3-го туру групи «А» проти «Чернігова». Пдігурський вийшов на поле в стартовому складі та відіграв увесь матч, а на 16-й хвилині відзначився своїм першим голом у професійному футболі. У сезоні 2020/21 років провів 20 матчів (2 голи) у Другій лізі України та 1 поєдинок у кубку України.

### «Рух» (Львів)
У липні 2021 року перебрався до «Руху». У сезоні 2021/22 років грав за львівську команду в юнацькому чемпіонаті України, зіграв 11 матчів та відзначився 1-м голом. Тоді ж почав виступати за команду «Рух-2» в Прем'єр-лізі та кубку Львівської області (зокрема, зіграв у першому матчі в історії команди 1 серпня 2021).
Наступний сезон також розпочав у юнацькій команді львів'ян, але поступово почав залучатися й до тренувань з першою командою. Вперше до заявки на поєдинки Прем'єр-ліги України потрапив 24 серпня 2022 року, на програний (1:2) домашній поєдинок 1-го туру проти харківського «Металіста». Денис просидів усі 90 хвилин на лаві запасних. У футболці львівського клубу дебютував 28 квітня 2022 року в нічийному (1:1) виїзному поєдинку 15-го туру Прем'єр-ліги України проти «Олександрії». Підгурський вийшов на поле на 27-й хвилині замість Остапа Притули. У сезоні 2023/24 Підгурський був гравцем ротації та грав як за «Рух» у Прем'єр-лізі, так і за «Рух-2» в другій лізі. Сезон 2024/25 розпочав в основному складі «Руху» в Прем'єр-лізі.

## Кар'єра в збірній
На початку червня 2022 року провів 2 поєдинки за юнацьку збірну України (U-19) у кваліфікації до юнацького чемпіонату Європи (U-19).